# Acrossocheilus yunnanensis
Acrossocheilus yunnanensis är en fiskart som först beskrevs av Regan, 1904.  Acrossocheilus yunnanensis ingår i släktet Acrossocheilus och familjen karpfiskar. IUCN kategoriserar arten globalt som livskraftig. Inga underarter finns listade i Catalogue of Life.